# 1003 TCN
1003 TCN là một năm trong lịch La Mã.